# Dragon NaturallySpeaking
Dragon NaturallySpeaking (conosciuto anche come Dragon per PC o DNS) è un software di riconoscimento vocale sviluppato a partire dal 1997 da Dragon Systems di Newton (USA), che si è poi fusa con Lernout & Hauspie Speech Products ed è stata infine acquisita da Nuance Communications, conosciuta anche come ScanSoft.
Le numerose versioni del software sono state prodotte in diverse varianti per lingua e per capacità, tra cui edizioni specializzate per professionisti legali e medici.
Nel 1999 venne prodotta anche la versione Mobile, venduta in abbinamento a uno specifico registratore digitale portatile, collegabile al PC via porta seriale.
L'ultima versione è la 16 (aprile 2023) per Windows 11, e la 6 per il sistema operativo Mac OS X, mentre non è disponibile per Linux.